# Flo Rida/Auszeichnungen für Musikverkäufe

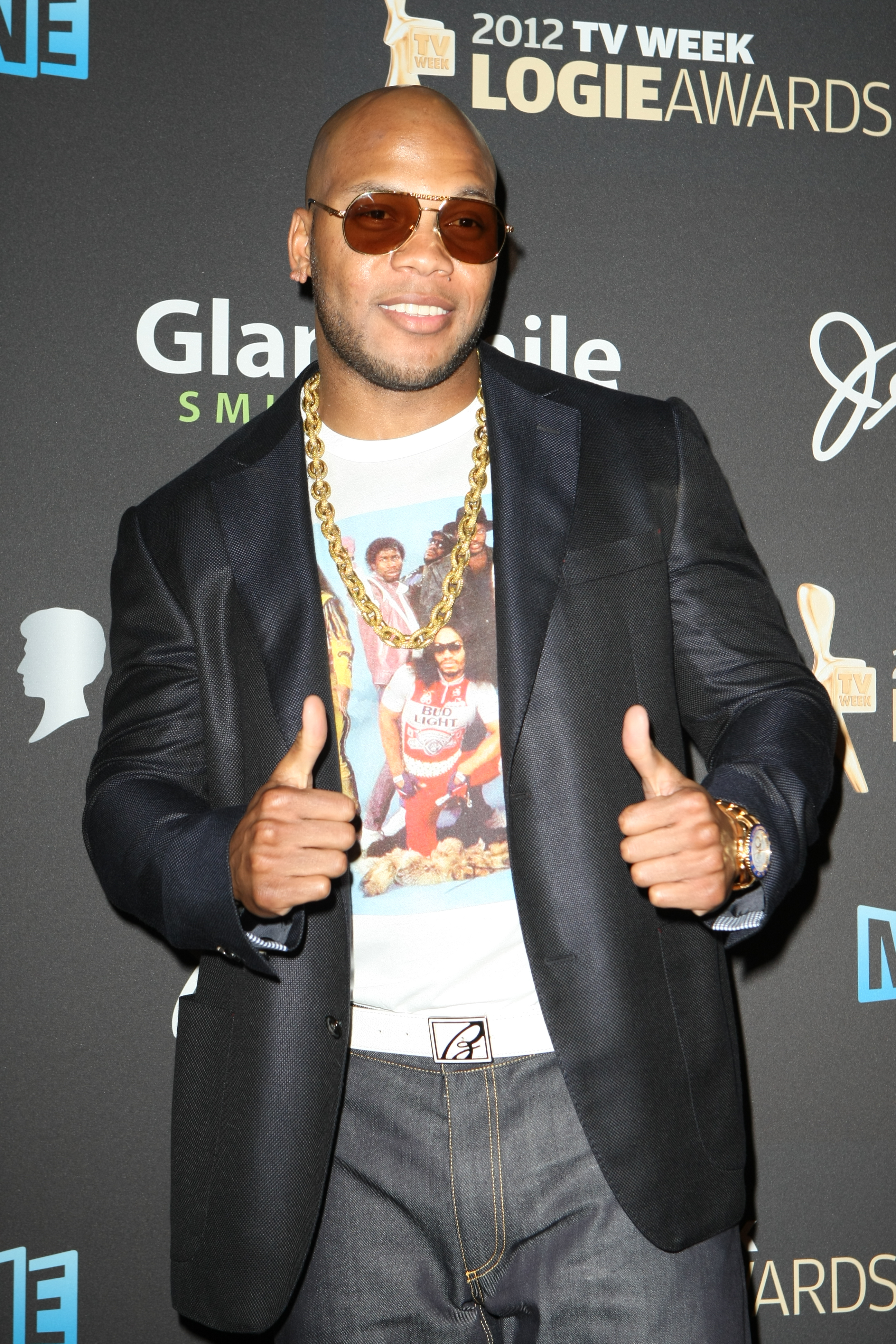
Flo Rida (2012)

Dies ist eine Übersicht über die Auszeichnungen für Musikverkäufe des US-amerikanischen Rappers Flo Rida. Die Auszeichnungen finden sich nach ihrer Art (Gold, Platin usw.), nach Staaten getrennt in chronologischer Reihenfolge, geordnet sowie nach den Tonträgern selbst, ebenfalls in chronologischer Reihenfolge, getrennt nach Medium (Alben, Singles usw.), wieder.

## Auszeichnungen
| - Vereinigtes Königreich - 2023: für die Single Hangover - 2024: für die Single Sugar - 2024: für das Album My House - 2025: für die Single Greenlight - Australien - 2008: für das Album Mail on Sunday - 2008: für die Single Elevator - 2010: für die Single iYiYi - 2011: für die Single Dance with Me - 2012: für das Album Wild Ones - 2013: für die Single Sweet Spot - 2013: für die Single Can’t Believe It - 2013: für die Single How I Feel - 2015: für die Single G.D.F.R. - 2024: für das Lied Starstruck - Belgien - 2011: für die Single Club Can’t Handle Me - 2011: für die Single Where Them Girls At - 2012: für die Single Good Feeling - 2012: für die Single Whistle - 2013: für die Single Hangover - 2016: für die Single My House - Brasilien - 2024: für die Single Goin’ In - Dänemark - 2012: für die Single Good Feeling - 2013: für die Single Hangover - 2013: für die Single Whistle - 2022: für die Single Club Can’t Handle Me - Deutschland - 2011: für die Single Turn Around (5, 4, 3, 2, 1) - 2012: für die Single Wild Ones - 2013: für die Single I Cry - 2013: für die Single Troublemaker - 2016: für die Single I Don’t Like It, I Love It - Finnland - 2009: für die Single Right Round - Frankreich - 2012: für die Single Wild Ones - 2012: für die Single Good Feeling - 2013: für die Single Whistle - Irland - 2012: für die Single Wild Ones - Italien - 2012: für die Single Wild Ones - 2013: für die Single Troublemaker - 2013: für die Single Sing La La La - 2021: für die Single Low - 2024: für das Album Wild Ones - Japan - 2008: für die Single Low (Mobile Downloads) - 2013: für das Album R.O.O.T.S. - 2014: für die Single Right Round (Digital) - 2014: für die Single Club Can’t Handle Me (Digital, Januar 2014) - 2014: für die Single Club Can’t Handle Me (Digital, Juni 2014) - 2015: für die Single Sugar (Digital) - Kanada - 2008: für das Album Mail on Sunday - 2010: für die Single Sugar - 2010: für die Single Elevator - 2010: für die Single Feel It - 2012: für das Album Wild Ones - 2016: für die Single Greenlight - Mexiko - 2011: für die Single Where Them Girls At - 2012: für die Single Troublemaker - 2015: für die Single Club Can’t Handle Me - 2015: für die Single I Cry - Neuseeland - 2012: für die Single Hangover - 2013: für die Single Let It Roll - 2021: für das Album Only One Flo (Part 1) - Österreich - 2009: für die Single Right Round - 2011: für die Single Where Them Girls At - 2013: für die Single Troublemaker - 2016: für die Single Turn Around (5, 4, 3, 2, 1) - 2016: für die Single Let It Roll - Polen - 2020: für die Single Hola - 2021: für die Single I Don’t Like It, I Love It - Portugal - 2022: für die Single My House - Schweden - 2011: für die Single Where Them Girls At - 2012: für das Album Wild Ones - Schweiz - 2013: für die Single Troublemaker - 2016: für die Single My House - Spanien - 2009: für die Single Right Round - 2011: für die Single Where Them Girls At - 2016: für die Single My House - 2023: für die Single Wild Ones - 2024: für die Single Good Feeling - 2024: für die Single Hangover - 2024: für die Single Troublemaker - 2024: für die Single Low - Vereinigte Staaten - 2009: für den Mastertone Right Round - 2015: für die Single Jump - 2017: für die Single Cake - 2022: für die Single Greenlight - 2024: für die Single Be on You - Vereinigtes Königreich - 2009: für das Album Mail on Sunday - 2015: für das Album Wild Ones - 2023: für das Album R.O.O.T.S. | - Australien - 2011: für die Single Who Dat Girl - 2015: für die Single I Don’t Like It, I Love It - Brasilien - 2024: für die Single Hangover - Dänemark - 2012: für die Single Right Round - 2012: für das Streaming Where Them Girls At - 2013: für das Streaming Troublemaker - 2014: für das Streaming Can’t Believe It - 2015: für die Single I Don’t Like It, I Love It - 2015: für die Single G.D.F.R. - 2019: für die Single My House - 2019: für das Album My House - 2020: für die Single Low - 2023: für das Album Wild Ones - Deutschland - 2012: für die Single Good Feeling - 2013: für die Single Right Round - 2018: für die Single G.D.F.R. - 2018: für die Single My House - 2021: für die Single La Cintura (Remix) - Irland - 2012: für die Single Good Feeling - 2012: für die Single Whistle - Italien - 2011: für die Single Where Them Girls At - 2012: für die Single Club Can’t Handle Me - 2016: für die Single I Don’t Like It, I Love It - 2016: für die Single My House - 2019: für die Single Good Feeling - 2021: für die Single Hangover - 2023: für die Single Right Round - Japan - 2015: für die Single Low (Digital) - Kanada - 2010: für die Single In the Ayer - 2012: für die Single Who Dat Girl - 2024: für das Album R.O.O.T.S. - Mexiko - 2015: für die Single Wild Ones - Neuseeland - 2012: für die Single I Cry - 2015: für die Single I Don’t Like It, I Love It - Österreich - 2012: für die Single Good Feeling - 2013: für die Single Whistle - 2014: für die Single Wild Ones - 2016: für die Single Club Can’t Handle Me - 2021: für die Single La Cintura (Remix) - Polen - 2022: für die Single G.D.F.R. - Schweden - 2013: für die Single Troublemaker - 2016: für die Single My House - Schweiz - 2011: für die Single Club Can’t Handle Me - 2012: für die Single Where Them Girls At - 2012: für die Single Whistle - 2013: für die Single Wild Ones - 2013: für die Single Right Round - 2013: für die Single Low - 2013: für die Single I Cry - 2016: für die Single G.D.F.R. - Spanien - 2010: für die Single Club Can’t Handle Me - 2015: für die Single I Don’t Like It, I Love It - 2015: für die Single G.D.F.R. - 2025: für die Single Whistle - Vereinigte Staaten - 2009: für die Single Sugar - 2011: für die Single Where Them Girls At - 2013: für die Single Troublemaker - 2017: für die Single I Don’t Like It, I Love It - 2017: für das Lied Starstruck - 2018: für die Single Elevator - 2024: für das Album R.O.O.T.S. - Vereinigtes Königreich - 2010: für die Single Bad Boys - 2017: für die Single Right Round - 2017: für die Single G.D.F.R. - 2021: für die Single I Don’t Like It, I Love It - 2021: für die Single My House - 2021: für die Single Higher - 2024: für die Single I Cry - Deutschland - 2022: für die Single Club Can’t Handle Me - 2022: für die Single Where Them Girls At - Mexiko - 2015: für die Single Good Feeling - 2015: für die Single Whistle | - Australien - 2008: für die Single Running Back - 2011: für die Single Turn Around (5, 4, 3, 2, 1) - 2011: für die Single Where Them Girls At - 2016: für die Single My House - Dänemark - 2012: für das Streaming Hangover - 2012: für das Streaming Good Feeling - 2013: für das Streaming I Cry - 2013: für das Streaming Troublemaker - Italien - 2012: für die Single Whistle - 2018: für die Single G.D.F.R. - Kanada - 2013: für die Single I Cry - 2013: für die Single Troublemaker - 2016: für die Single G.D.F.R. - Neuseeland - 2013: für die Single Right Round - 2015: für die Single Troublemaker - 2022: für die Single G.D.F.R. - 2024: für das Album R.O.O.T.S. - 2024: für die Single Where Them Girls At - Österreich - 2012: für die Single Hangover - Polen - 2020: für die Single My House - Schweden - 2012: für die Single Bad Boys - 2012: für die Single Hangover - Schweiz - 2013: für die Single Good Feeling - Vereinigte Staaten - 2012: für die Single In the Ayer - 2014: für die Single I Cry - Vereinigtes Königreich - 2020: für die Single Good Feeling - 2021: für die Single Troublemaker - 2022: für die Single Whistle - 2023: für die Single Where Them Girls At - 2024: für die Single Club Can’t Handle Me - Deutschland - 2022: für die Single Whistle - 2023: für die Single Low - Australien - 2010: für die Single Low - 2010: für die Single Right Round - 2011: für die Single Club Can’t Handle Me - 2013: für die Single I Cry - 2013: für die Single Troublemaker - Dänemark - 2013: für das Streaming Wild Ones - Deutschland - 2023: für die Single Hangover - Kanada - 2011: für die Single Club Can’t Handle Me - 2016: für die Single My House - Neuseeland - 2013: für die Single Whistle - 2015: für die Single Good Feeling - 2023: für das Album Wild Ones - 2024: für die Single Club Can’t Handle Me - Schweiz - 2012: für die Single Hangover - Vereinigte Staaten - 2008: für den Mastertone Low - 2013: für die Single Club Can’t Handle Me - Vereinigtes Königreich - 2023: für die Single Low - 2024: für die Single Wild Ones - Australien - 2012: für die Single Hangover - Dänemark - 2014: für das Streaming Whistle - Neuseeland - 2024: für die Single My House - Schweden - 2012: für die Single Good Feeling - Vereinigte Staaten - 2018: für die Single G.D.F.R. - Kanada - 2008: für den Ringtone Low - 2012: für die Single Good Feeling - 2013: für die Single Wild Ones - 2013: für die Single Whistle - 2018: für die Single Low - Neuseeland - 2025: für die Single Wild Ones - Schweden - 2012: für die Single Wild Ones - 2012: für die Single Whistle - Vereinigte Staaten - 2018: für die Single Whistle - 2018: für die Single Wild Ones - 2018: für die Single Good Feeling - Australien - 2018: für die Single Good Feeling - Neuseeland - 2024: für die Single Low - Vereinigte Staaten - 2018: für die Single My House - Australien - 2013: für die Single Wild Ones - 2013: für die Single Whistle - Kanada - 2024: für die Single Right Round - Vereinigte Staaten - 2024: für die Single Right Round - Vereinigte Staaten - 2021: für die Single Low |

## Auszeichnungen nach Alben

### Mail on Sunday
| Land/Region                  | Auszeichnungen für Musikverkäufe (Land/Region, Auszeichnung, Verkäufe) | Verkäufe |
| ---------------------------- | ---------------------------------------------------------------------- | -------- |
| Australien (ARIA)            | Gold                                                                   | 35.000   |
| Kanada (MC)                  | Gold                                                                   | 40.000   |
| Vereinigte Staaten (RIAA)    | —                                                                      | 443.000  |
| Vereinigtes Königreich (BPI) | Gold                                                                   | 100.000  |
| Insgesamt                    | 3× Gold ·                                                              | 618.000  |

### R.O.O.T.S.
| Land/Region                  | Auszeichnungen für Musikverkäufe (Land/Region, Auszeichnung, Verkäufe) | Verkäufe  |
| ---------------------------- | ---------------------------------------------------------------------- | --------- |
| Japan (RIAJ)                 | Gold                                                                   | 100.000   |
| Kanada (MC)                  | Platin                                                                 | 80.000    |
| Neuseeland (RMNZ)            | 2× Platin                                                              | 30.000    |
| Vereinigte Staaten (RIAA)    | Platin                                                                 | 1.000.000 |
| Vereinigtes Königreich (BPI) | Gold                                                                   | 100.000   |
| Insgesamt                    | 2× Gold · 4× Platin ·                                                  | 1.310.000 |

### Only One Flo (Part 1)
| Land/Region       | Auszeichnungen für Musikverkäufe (Land/Region, Auszeichnung, Verkäufe) | Verkäufe |
| ----------------- | ---------------------------------------------------------------------- | -------- |
| Neuseeland (RMNZ) | Gold                                                                   | 7.500    |
| Insgesamt         | 1× Gold ·                                                              | 7.500    |

### Wild Ones
| Land/Region                  | Auszeichnungen für Musikverkäufe (Land/Region, Auszeichnung, Verkäufe) | Verkäufe |
| ---------------------------- | ---------------------------------------------------------------------- | -------- |
| Australien (ARIA)            | Gold                                                                   | 35.000   |
| Dänemark (IFPI)              | Platin                                                                 | 20.000   |
| Italien (FIMI)               | Gold                                                                   | 25.000   |
| Kanada (MC)                  | Gold                                                                   | 40.000   |
| Neuseeland (RMNZ)            | 3× Platin                                                              | 45.000   |
| Schweden (IFPI)              | Gold                                                                   | 20.000   |
| Vereinigte Staaten (RIAA)    | —                                                                      | 311.000  |
| Vereinigtes Königreich (BPI) | Gold                                                                   | 100.000  |
| Insgesamt                    | 5× Gold · 4× Platin ·                                                  | 596.000  |

### My House
| Land/Region                  | Auszeichnungen für Musikverkäufe (Land/Region, Auszeichnung, Verkäufe) | Verkäufe |
| ---------------------------- | ---------------------------------------------------------------------- | -------- |
| Dänemark (IFPI)              | Platin                                                                 | 20.000   |
| Vereinigtes Königreich (BPI) | Silber                                                                 | 60.000   |
| Insgesamt                    | 1× Silber · 1× Platin ·                                                | 80.000   |

## Auszeichnungen nach Singles

### Low
| Land/Region                  | Auszeichnungen für Musikverkäufe (Land/Region, Auszeichnung, Verkäufe) | Verkäufe   |
| ---------------------------- | ---------------------------------------------------------------------- | ---------- |
| Australien (ARIA)            | 3× Platin                                                              | 210.000    |
| Dänemark (IFPI)              | Platin                                                                 | 90.000     |
| Deutschland (BVMI)           | 5× Gold                                                                | 750.000    |
| Italien (FIMI)               | Gold                                                                   | 35.000     |
| Japan (RIAJ)                 | Platin (Digital) · + Gold (Mobile Downloads)                           | 350.000    |
| Kanada (MC)                  | 5× Platin (Single) · + 5× Platin (Ringtone)                            | 600.000    |
| Neuseeland (RMNZ)            | 6× Platin                                                              | 180.000    |
| Schweiz (IFPI)               | Platin                                                                 | 30.000     |
| Spanien (Promusicae)         | Gold                                                                   | 30.000     |
| Südkorea (KMCA)              | —                                                                      | 162.140    |
| Vereinigte Staaten (RIAA)    | Diamant (Single) · + 3× Platin (Mastertone)                            | 13.000.000 |
| Vereinigtes Königreich (BPI) | 3× Platin                                                              | 1.800.000  |
| Insgesamt                    | 4× Gold · 30× Platin · 1× Diamant ·                                    | 17.237.140 |

### Elevator
| Land/Region               | Auszeichnungen für Musikverkäufe (Land/Region, Auszeichnung, Verkäufe) | Verkäufe  |
| ------------------------- | ---------------------------------------------------------------------- | --------- |
| Australien (ARIA)         | Gold                                                                   | 35.000    |
| Kanada (MC)               | Gold                                                                   | 40.000    |
| Vereinigte Staaten (RIAA) | Platin                                                                 | 1.000.000 |
| Insgesamt                 | 2× Gold · 1× Platin ·                                                  | 1.075.000 |

### In the Ayer
| Land/Region               | Auszeichnungen für Musikverkäufe (Land/Region, Auszeichnung, Verkäufe) | Verkäufe  |
| ------------------------- | ---------------------------------------------------------------------- | --------- |
| Kanada (MC)               | Platin                                                                 | 80.000    |
| Südkorea (KMCA)           | —                                                                      | 79.431    |
| Vereinigte Staaten (RIAA) | 2× Platin                                                              | 2.000.000 |
| Insgesamt                 | 3× Platin ·                                                            | 2.159.431 |

### Running Back
| Land/Region       | Auszeichnungen für Musikverkäufe (Land/Region, Auszeichnung, Verkäufe) | Verkäufe |
| ----------------- | ---------------------------------------------------------------------- | -------- |
| Australien (ARIA) | 2× Platin                                                              | 140.000  |
| Insgesamt         | 2× Platin ·                                                            | 140.000  |

### Right Round
| Land/Region                  | Auszeichnungen für Musikverkäufe (Land/Region, Auszeichnung, Verkäufe) | Verkäufe   |
| ---------------------------- | ---------------------------------------------------------------------- | ---------- |
| Australien (ARIA)            | 3× Platin                                                              | 210.000    |
| Dänemark (IFPI)              | Platin                                                                 | 30.000     |
| Deutschland (BVMI)           | Platin                                                                 | 300.000    |
| Finnland (IFPI)              | Gold                                                                   | 5.552      |
| Italien (FIMI)               | Platin                                                                 | 100.000    |
| Japan (RIAJ)                 | Gold                                                                   | 100.000    |
| Kanada (MC)                  | 8× Platin                                                              | 640.000    |
| Neuseeland (RMNZ)            | 2× Platin                                                              | 30.000     |
| Österreich (IFPI)            | Gold                                                                   | 15.000     |
| Schweiz (IFPI)               | Platin                                                                 | 30.000     |
| Spanien (Promusicae)         | Gold                                                                   | 20.000     |
| Südkorea (KMCA)              | —                                                                      | 115.295    |
| Vereinigte Staaten (RIAA)    | 8× Platin (Single) · + Gold (Mastertone)                               | 8.500.000  |
| Vereinigtes Königreich (BPI) | Platin                                                                 | 600.000    |
| Insgesamt                    | 5× Gold · 26× Platin ·                                                 | 10.695.847 |

### Sugar
| Land/Region                  | Auszeichnungen für Musikverkäufe (Land/Region, Auszeichnung, Verkäufe) | Verkäufe  |
| ---------------------------- | ---------------------------------------------------------------------- | --------- |
| Japan (RIAJ)                 | Gold                                                                   | 100.000   |
| Kanada (MC)                  | Gold                                                                   | 40.000    |
| Südkorea (KMCA)              | —                                                                      | 257.847   |
| Vereinigte Staaten (RIAA)    | Platin                                                                 | 1.000.000 |
| Vereinigtes Königreich (BPI) | Silber                                                                 | 200.000   |
| Insgesamt                    | 1× Silber · 2× Gold · 1× Platin ·                                      | 1.597.847 |

### Jump
| Land/Region               | Auszeichnungen für Musikverkäufe (Land/Region, Auszeichnung, Verkäufe) | Verkäufe |
| ------------------------- | ---------------------------------------------------------------------- | -------- |
| Vereinigte Staaten (RIAA) | Gold                                                                   | 500.000  |
| Insgesamt                 | 1× Gold ·                                                              | 500.000  |

### Be on You
| Land/Region               | Auszeichnungen für Musikverkäufe (Land/Region, Auszeichnung, Verkäufe) | Verkäufe |
| ------------------------- | ---------------------------------------------------------------------- | -------- |
| Vereinigte Staaten (RIAA) | Gold                                                                   | 500.000  |
| Insgesamt                 | 1× Gold ·                                                              | 500.000  |

### Bad Boys
| Land/Region                  | Auszeichnungen für Musikverkäufe (Land/Region, Auszeichnung, Verkäufe) | Verkäufe |
| ---------------------------- | ---------------------------------------------------------------------- | -------- |
| Schweden (IFPI)              | 2× Platin                                                              | 80.000   |
| Vereinigtes Königreich (BPI) | Platin                                                                 | 600.000  |
| Insgesamt                    | 3× Platin ·                                                            | 680.000  |

### Feel It
| Land/Region | Auszeichnungen für Musikverkäufe (Land/Region, Auszeichnung, Verkäufe) | Verkäufe |
| ----------- | ---------------------------------------------------------------------- | -------- |
| Kanada (MC) | Gold                                                                   | 40.000   |
| Insgesamt   | 1× Gold ·                                                              | 40.000   |

### Club Can’t Handle Me
| Land/Region                  | Auszeichnungen für Musikverkäufe (Land/Region, Auszeichnung, Verkäufe) | Verkäufe  |
| ---------------------------- | ---------------------------------------------------------------------- | --------- |
| Australien (ARIA)            | 3× Platin                                                              | 210.000   |
| Belgien (BRMA)               | Gold                                                                   | 15.000    |
| Dänemark (IFPI)              | Gold                                                                   | 45.000    |
| Deutschland (BVMI)           | 3× Gold                                                                | 450.000   |
| Frankreich (SNEP)            | —                                                                      | 77.500    |
| Italien (FIMI)               | Platin                                                                 | 30.000    |
| Kanada (MC)                  | 3× Platin                                                              | 240.000   |
| Japan (RIAJ)                 | Gold (Digital, Januar 2014) · + Gold (Digital, Juni 2014)              | 200.000   |
| Mexiko (AMPROFON)            | Gold                                                                   | 30.000    |
| Neuseeland (RMNZ)            | 3× Platin                                                              | 90.000    |
| Österreich (IFPI)            | Platin                                                                 | 30.000    |
| Schweiz (IFPI)               | Platin                                                                 | 30.000    |
| Spanien (Promusicae)         | Platin                                                                 | 40.000    |
| Südkorea (KMCA)              | —                                                                      | 213.784   |
| Vereinigte Staaten (RIAA)    | 3× Platin                                                              | 3.025.000 |
| Vereinigtes Königreich (BPI) | 2× Platin                                                              | 1.200.000 |
| Insgesamt                    | 6× Gold · 19× Platin ·                                                 | 5.926.284 |

### Higher
| Land/Region                  | Auszeichnungen für Musikverkäufe (Land/Region, Auszeichnung, Verkäufe) | Verkäufe |
| ---------------------------- | ---------------------------------------------------------------------- | -------- |
| Vereinigtes Königreich (BPI) | Platin                                                                 | 600.000  |
| Insgesamt                    | 1× Platin ·                                                            | 600.000  |

### Turn Around (5, 4, 3, 2, 1)
| Land/Region        | Auszeichnungen für Musikverkäufe (Land/Region, Auszeichnung, Verkäufe) | Verkäufe |
| ------------------ | ---------------------------------------------------------------------- | -------- |
| Australien (ARIA)  | 2× Platin                                                              | 140.000  |
| Deutschland (BVMI) | Gold                                                                   | 150.000  |
| Österreich (IFPI)  | Gold                                                                   | 15.000   |
| Südkorea (KMCA)    | —                                                                      | 70.275   |
| Insgesamt          | 2× Gold · 2× Platin ·                                                  | 375.275  |

### Who Dat Girl
| Land/Region       | Auszeichnungen für Musikverkäufe (Land/Region, Auszeichnung, Verkäufe) | Verkäufe |
| ----------------- | ---------------------------------------------------------------------- | -------- |
| Australien (ARIA) | Platin                                                                 | 70.000   |
| Kanada (MC)       | Platin                                                                 | 80.000   |
| Insgesamt         | 2× Platin ·                                                            | 150.000  |

### Where Them Girls At
| Land/Region                  | Auszeichnungen für Musikverkäufe (Land/Region, Auszeichnung, Verkäufe) | Verkäufe  |
| ---------------------------- | ---------------------------------------------------------------------- | --------- |
| Australien (ARIA)            | 2× Platin                                                              | 140.000   |
| Belgien (BRMA)               | Gold                                                                   | 15.000    |
| Deutschland (BVMI)           | 3× Gold                                                                | 450.000   |
| Frankreich (SNEP)            | —                                                                      | 116.500   |
| Italien (FIMI)               | Platin                                                                 | 30.000    |
| Mexiko (AMPROFON)            | Gold                                                                   | 30.000    |
| Neuseeland (RMNZ)            | 2× Platin                                                              | 60.000    |
| Österreich (IFPI)            | Gold                                                                   | 15.000    |
| Schweden (IFPI)              | Gold                                                                   | 20.000    |
| Schweiz (IFPI)               | Platin                                                                 | 30.000    |
| Spanien (Promusicae)         | Gold                                                                   | 20.000    |
| Vereinigte Staaten (RIAA)    | Platin                                                                 | 1.600.000 |
| Vereinigtes Königreich (BPI) | 2× Platin                                                              | 1.200.000 |
| Insgesamt                    | 6× Gold · 9× Platin ·                                                  | 3.726.500 |

### Good Feeling
| Land/Region                  | Auszeichnungen für Musikverkäufe (Land/Region, Auszeichnung, Verkäufe) | Verkäufe  |
| ---------------------------- | ---------------------------------------------------------------------- | --------- |
| Australien (ARIA)            | 6× Platin                                                              | 420.000   |
| Belgien (BRMA)               | Gold                                                                   | 15.000    |
| Dänemark (IFPI)              | Gold                                                                   | 15.000    |
| Deutschland (BVMI)           | Platin                                                                 | 300.000   |
| Frankreich (SNEP)            | Gold                                                                   | 157.100   |
| Irland (IRMA)                | Platin                                                                 | 15.000    |
| Italien (FIMI)               | Platin                                                                 | 50.000    |
| Kanada (MC)                  | 5× Platin                                                              | 400.000   |
| Mexiko (AMPROFON)            | 3× Gold                                                                | 90.000    |
| Neuseeland (RMNZ)            | 3× Platin                                                              | 45.000    |
| Österreich (IFPI)            | Platin                                                                 | 30.000    |
| Schweden (IFPI)              | 4× Platin                                                              | 160.000   |
| Schweiz (IFPI)               | 2× Platin                                                              | 60.000    |
| Spanien (Promusicae)         | Gold                                                                   | 30.000    |
| Vereinigte Staaten (RIAA)    | 5× Platin                                                              | 5.000.000 |
| Vereinigtes Königreich (BPI) | 2× Platin                                                              | 1.200.000 |
| Insgesamt                    | 5× Gold · 32× Platin ·                                                 | 6.987.100 |

### Hangover
| Land/Region                  | Auszeichnungen für Musikverkäufe (Land/Region, Auszeichnung, Verkäufe) | Verkäufe  |
| ---------------------------- | ---------------------------------------------------------------------- | --------- |
| Australien (ARIA)            | 4× Platin                                                              | 280.000   |
| Belgien (BRMA)               | Gold                                                                   | 15.000    |
| Brasilien (PMB)              | Platin                                                                 | 60.000    |
| Dänemark (IFPI)              | Gold                                                                   | 15.000    |
| Deutschland (BVMI)           | 3× Platin                                                              | 900.000   |
| Italien (FIMI)               | Platin                                                                 | 70.000    |
| Neuseeland (RMNZ)            | Gold                                                                   | 7.500     |
| Österreich (IFPI)            | 2× Platin                                                              | 60.000    |
| Schweden (IFPI)              | 2× Platin                                                              | 80.000    |
| Schweiz (IFPI)               | 3× Platin                                                              | 90.000    |
| Spanien (Promusicae)         | Gold                                                                   | 30.000    |
| Vereinigtes Königreich (BPI) | Silber                                                                 | 200.000   |
| Insgesamt                    | 1× Silber · 4× Gold · 16× Platin ·                                     | 1.807.500 |

### Wild Ones
| Land/Region                  | Auszeichnungen für Musikverkäufe (Land/Region, Auszeichnung, Verkäufe) | Verkäufe  |
| ---------------------------- | ---------------------------------------------------------------------- | --------- |
| Australien (ARIA)            | 7× Platin                                                              | 490.000   |
| Dänemark (IFPI)              | Gold                                                                   | 15.000    |
| Deutschland (BVMI)           | Gold                                                                   | 150.000   |
| Frankreich (SNEP)            | Gold                                                                   | 75.000    |
| Irland (IRMA)                | Gold                                                                   | 7.500     |
| Italien (FIMI)               | Gold                                                                   | 15.000    |
| Kanada (MC)                  | 5× Platin                                                              | 400.000   |
| Mexiko (AMPROFON)            | Platin                                                                 | 60.000    |
| Neuseeland (RMNZ)            | 5× Platin                                                              | 150.000   |
| Österreich (IFPI)            | Platin                                                                 | 30.000    |
| Schweden (IFPI)              | 5× Platin                                                              | 200.000   |
| Schweiz (IFPI)               | Platin                                                                 | 30.000    |
| Spanien (Promusicae)         | Gold                                                                   | 30.000    |
| Vereinigte Staaten (RIAA)    | 5× Platin                                                              | 5.000.000 |
| Vereinigtes Königreich (BPI) | 3× Platin                                                              | 1.800.000 |
| Insgesamt                    | 6× Gold · 33× Platin ·                                                 | 8.452.500 |

### Whistle
| Land/Region                  | Auszeichnungen für Musikverkäufe (Land/Region, Auszeichnung, Verkäufe) | Verkäufe  |
| ---------------------------- | ---------------------------------------------------------------------- | --------- |
| Australien (ARIA)            | 7× Platin                                                              | 490.000   |
| Belgien (BRMA)               | Gold                                                                   | 15.000    |
| Dänemark (IFPI)              | Gold                                                                   | 15.000    |
| Deutschland (BVMI)           | 5× Gold                                                                | 750.000   |
| Frankreich (SNEP)            | Gold                                                                   | 104.500   |
| Irland (IRMA)                | Platin                                                                 | 15.000    |
| Italien (FIMI)               | 2× Platin                                                              | 60.000    |
| Kanada (MC)                  | 5× Platin                                                              | 400.000   |
| Mexiko (AMPROFON)            | 3× Gold                                                                | 90.000    |
| Neuseeland (RMNZ)            | 3× Platin                                                              | 45.000    |
| Österreich (IFPI)            | Platin                                                                 | 30.000    |
| Schweden (IFPI)              | 5× Platin                                                              | 200.000   |
| Schweiz (IFPI)               | Platin                                                                 | 30.000    |
| Spanien (Promusicae)         | Platin                                                                 | 60.000    |
| Vereinigte Staaten (RIAA)    | 5× Platin                                                              | 5.000.000 |
| Vereinigtes Königreich (BPI) | 2× Platin                                                              | 1.200.000 |
| Insgesamt                    | 5× Gold · 36× Platin ·                                                 | 8.514.500 |

### Goin’ In
| Land/Region     | Auszeichnungen für Musikverkäufe (Land/Region, Auszeichnung, Verkäufe) | Verkäufe |
| --------------- | ---------------------------------------------------------------------- | -------- |
| Brasilien (PMB) | Gold                                                                   | 30.000   |
| Insgesamt       | 1× Gold ·                                                              | 30.000   |

### I Cry
| Land/Region                  | Auszeichnungen für Musikverkäufe (Land/Region, Auszeichnung, Verkäufe) | Verkäufe  |
| ---------------------------- | ---------------------------------------------------------------------- | --------- |
| Australien (ARIA)            | 3× Platin                                                              | 210.000   |
| Deutschland (BVMI)           | Gold                                                                   | 150.000   |
| Frankreich (SNEP)            | —                                                                      | 46.300    |
| Kanada (MC)                  | 2× Platin                                                              | 160.000   |
| Mexiko (AMPROFON)            | Gold                                                                   | 30.000    |
| Neuseeland (RMNZ)            | Platin                                                                 | 15.000    |
| Schweiz (IFPI)               | Platin                                                                 | 30.000    |
| Vereinigte Staaten (RIAA)    | 2× Platin                                                              | 2.000.000 |
| Vereinigtes Königreich (BPI) | Platin                                                                 | 600.000   |
| Insgesamt                    | 2× Gold · 10× Platin ·                                                 | 3.241.300 |

### Sweet Spot
| Land/Region       | Auszeichnungen für Musikverkäufe (Land/Region, Auszeichnung, Verkäufe) | Verkäufe |
| ----------------- | ---------------------------------------------------------------------- | -------- |
| Australien (ARIA) | Gold                                                                   | 35.000   |
| Insgesamt         | 1× Gold ·                                                              | 35.000   |

### Let It Roll
| Land/Region       | Auszeichnungen für Musikverkäufe (Land/Region, Auszeichnung, Verkäufe) | Verkäufe |
| ----------------- | ---------------------------------------------------------------------- | -------- |
| Neuseeland (RMNZ) | Gold                                                                   | 7.500    |
| Österreich (IFPI) | Gold                                                                   | 15.000   |
| Insgesamt         | 2× Gold ·                                                              | 22.500   |

### Troublemaker
| Land/Region                  | Auszeichnungen für Musikverkäufe (Land/Region, Auszeichnung, Verkäufe) | Verkäufe  |
| ---------------------------- | ---------------------------------------------------------------------- | --------- |
| Australien (ARIA)            | 3× Platin                                                              | 210.000   |
| Deutschland (BVMI)           | Gold                                                                   | 150.000   |
| Italien (FIMI)               | Gold                                                                   | 15.000    |
| Kanada (MC)                  | 2× Platin                                                              | 160.000   |
| Mexiko (AMPROFON)            | Gold                                                                   | 30.000    |
| Neuseeland (RMNZ)            | 2× Platin                                                              | 30.000    |
| Österreich (IFPI)            | Gold                                                                   | 15.000    |
| Schweden (IFPI)              | Platin                                                                 | 40.000    |
| Schweiz (IFPI)               | Platin                                                                 | 15.000    |
| Spanien (Promusicae)         | Gold                                                                   | 30.000    |
| Vereinigte Staaten (RIAA)    | Platin                                                                 | 1.000.000 |
| Vereinigtes Königreich (BPI) | 2× Platin                                                              | 1.200.000 |
| Insgesamt                    | 5× Gold · 12× Platin ·                                                 | 2.895.000 |

### Sing La La La
| Land/Region    | Auszeichnungen für Musikverkäufe (Land/Region, Auszeichnung, Verkäufe) | Verkäufe |
| -------------- | ---------------------------------------------------------------------- | -------- |
| Italien (FIMI) | Gold                                                                   | 15.000   |
| Insgesamt      | 1× Gold ·                                                              | 15.000   |

### Can’t Believe It
| Land/Region       | Auszeichnungen für Musikverkäufe (Land/Region, Auszeichnung, Verkäufe) | Verkäufe |
| ----------------- | ---------------------------------------------------------------------- | -------- |
| Australien (ARIA) | Gold                                                                   | 35.000   |
| Insgesamt         | 1× Gold ·                                                              | 35.000   |

### How I Feel
| Land/Region       | Auszeichnungen für Musikverkäufe (Land/Region, Auszeichnung, Verkäufe) | Verkäufe |
| ----------------- | ---------------------------------------------------------------------- | -------- |
| Australien (ARIA) | Gold                                                                   | 35.000   |
| Insgesamt         | 1× Gold ·                                                              | 35.000   |

### G.D.F.R.
| Land/Region                  | Auszeichnungen für Musikverkäufe (Land/Region, Auszeichnung, Verkäufe) | Verkäufe  |
| ---------------------------- | ---------------------------------------------------------------------- | --------- |
| Australien (ARIA)            | Gold                                                                   | 35.000    |
| Dänemark (IFPI)              | Platin                                                                 | 60.000    |
| Deutschland (BVMI)           | Platin                                                                 | 400.000   |
| Frankreich (SNEP)            | —                                                                      | 26.600    |
| Italien (FIMI)               | 2× Platin                                                              | 100.000   |
| Kanada (MC)                  | 2× Platin                                                              | 160.000   |
| Neuseeland (RMNZ)            | 2× Platin                                                              | 60.000    |
| Polen (ZPAV)                 | Platin                                                                 | 50.000    |
| Schweiz (IFPI)               | Platin                                                                 | 30.000    |
| Spanien (Promusicae)         | Platin                                                                 | 40.000    |
| Vereinigte Staaten (RIAA)    | 4× Platin                                                              | 4.000.000 |
| Vereinigtes Königreich (BPI) | Platin                                                                 | 600.000   |
| Insgesamt                    | 1× Gold · 16× Platin ·                                                 | 5.561.600 |

### I Don’t Like It, I Love It
| Land/Region                  | Auszeichnungen für Musikverkäufe (Land/Region, Auszeichnung, Verkäufe) | Verkäufe  |
| ---------------------------- | ---------------------------------------------------------------------- | --------- |
| Australien (ARIA)            | Platin                                                                 | 70.000    |
| Dänemark (IFPI)              | Platin                                                                 | 60.000    |
| Deutschland (BVMI)           | Gold                                                                   | 200.000   |
| Italien (FIMI)               | Platin                                                                 | 50.000    |
| Neuseeland (RMNZ)            | Platin                                                                 | 15.000    |
| Polen (ZPAV)                 | Gold                                                                   | 25.000    |
| Spanien (Promusicae)         | Platin                                                                 | 40.000    |
| Vereinigte Staaten (RIAA)    | Platin                                                                 | 1.000.000 |
| Vereinigtes Königreich (BPI) | Platin                                                                 | 600.000   |
| Insgesamt                    | 2× Gold · 7× Platin ·                                                  | 2.060.000 |

### My House
| Land/Region                  | Auszeichnungen für Musikverkäufe (Land/Region, Auszeichnung, Verkäufe) | Verkäufe  |
| ---------------------------- | ---------------------------------------------------------------------- | --------- |
| Australien (ARIA)            | 2× Platin                                                              | 140.000   |
| Belgien (BRMA)               | Gold                                                                   | 15.000    |
| Dänemark (IFPI)              | Platin                                                                 | 90.000    |
| Deutschland (BVMI)           | Platin                                                                 | 400.000   |
| Italien (FIMI)               | Platin                                                                 | 50.000    |
| Kanada (MC)                  | 3× Platin                                                              | 271.000   |
| Neuseeland (RMNZ)            | 4× Platin                                                              | 120.000   |
| Polen (ZPAV)                 | 2× Platin                                                              | 40.000    |
| Portugal (AFP)               | Gold                                                                   | 5.000     |
| Schweden (IFPI)              | Platin                                                                 | 40.000    |
| Schweiz (IFPI)               | Gold                                                                   | 15.000    |
| Spanien (Promusicae)         | Gold                                                                   | 20.000    |
| Vereinigte Staaten (RIAA)    | 6× Platin                                                              | 6.000.000 |
| Vereinigtes Königreich (BPI) | Platin                                                                 | 600.000   |
| Insgesamt                    | 4× Gold · 22× Platin ·                                                 | 3.806.000 |

### Greenlight
| Land/Region                  | Auszeichnungen für Musikverkäufe (Land/Region, Auszeichnung, Verkäufe) | Verkäufe |
| ---------------------------- | ---------------------------------------------------------------------- | -------- |
| Kanada (MC)                  | Gold                                                                   | 40.000   |
| Vereinigte Staaten (RIAA)    | Gold                                                                   | 500.000  |
| Vereinigtes Königreich (BPI) | Silber                                                                 | 200.000  |
| Insgesamt                    | 1× Silber · 2× Gold ·                                                  | 740.000  |

### Cake
| Land/Region               | Auszeichnungen für Musikverkäufe (Land/Region, Auszeichnung, Verkäufe) | Verkäufe |
| ------------------------- | ---------------------------------------------------------------------- | -------- |
| Vereinigte Staaten (RIAA) | Gold                                                                   | 500.000  |
| Insgesamt                 | 1× Gold ·                                                              | 500.000  |

### La Cintura (Remix)
| Land/Region        | Auszeichnungen für Musikverkäufe (Land/Region, Auszeichnung, Verkäufe) | Verkäufe |
| ------------------ | ---------------------------------------------------------------------- | -------- |
| Deutschland (BVMI) | Platin                                                                 | 400.000  |
| Österreich (IFPI)  | Platin                                                                 | 30.000   |
| Insgesamt          | 2× Platin ·                                                            | 430.000  |

### Hola
| Land/Region  | Auszeichnungen für Musikverkäufe (Land/Region, Auszeichnung, Verkäufe) | Verkäufe |
| ------------ | ---------------------------------------------------------------------- | -------- |
| Polen (ZPAV) | Gold                                                                   | 10.000   |
| Insgesamt    | 1× Gold ·                                                              | 10.000   |

## Auszeichnungen nach Liedern

### Starstruck
| Land/Region               | Auszeichnungen für Musikverkäufe (Land/Region, Auszeichnung, Verkäufe) | Verkäufe  |
| ------------------------- | ---------------------------------------------------------------------- | --------- |
| Australien (ARIA)         | Gold                                                                   | 35.000    |
| Vereinigte Staaten (RIAA) | Platin                                                                 | 1.000.000 |
| Insgesamt                 | 1× Gold · 1× Platin ·                                                  | 1.035.000 |

## Auszeichnungen nach Musikstreamings

### Where Them Girls At
| Land/Region     | Auszeichnungen für Musikverkäufe (Land/Region, Auszeichnung, Verkäufe) | Verkäufe |
| --------------- | ---------------------------------------------------------------------- | -------- |
| Dänemark (IFPI) | Platin                                                                 | 900.000  |
| Insgesamt       | 1× Platin ·                                                            | 900.000  |

### Good Feeling
| Land/Region     | Auszeichnungen für Musikverkäufe (Land/Region, Auszeichnung, Verkäufe) | Verkäufe  |
| --------------- | ---------------------------------------------------------------------- | --------- |
| Dänemark (IFPI) | 2× Platin                                                              | 1.800.000 |
| Insgesamt       | 2× Platin ·                                                            | 1.800.000 |

### Hangover
| Land/Region     | Auszeichnungen für Musikverkäufe (Land/Region, Auszeichnung, Verkäufe) | Verkäufe  |
| --------------- | ---------------------------------------------------------------------- | --------- |
| Dänemark (IFPI) | 2× Platin                                                              | 1.800.000 |
| Insgesamt       | 2× Platin ·                                                            | 1.800.000 |

### Wild Ones
| Land/Region     | Auszeichnungen für Musikverkäufe (Land/Region, Auszeichnung, Verkäufe) | Verkäufe  |
| --------------- | ---------------------------------------------------------------------- | --------- |
| Dänemark (IFPI) | 3× Platin                                                              | 5.400.000 |
| Insgesamt       | 3× Platin ·                                                            | 5.400.000 |

### Whistle
| Land/Region     | Auszeichnungen für Musikverkäufe (Land/Region, Auszeichnung, Verkäufe) | Verkäufe  |
| --------------- | ---------------------------------------------------------------------- | --------- |
| Dänemark (IFPI) | 4× Platin                                                              | 7.200.000 |
| Insgesamt       | 4× Platin ·                                                            | 7.200.000 |

### I Cry
| Land/Region     | Auszeichnungen für Musikverkäufe (Land/Region, Auszeichnung, Verkäufe) | Verkäufe  |
| --------------- | ---------------------------------------------------------------------- | --------- |
| Dänemark (IFPI) | 2× Platin                                                              | 3.600.000 |
| Insgesamt       | 2× Platin ·                                                            | 3.600.000 |

### Troublemaker
| Land/Region     | Auszeichnungen für Musikverkäufe (Land/Region, Auszeichnung, Verkäufe) | Verkäufe  |
| --------------- | ---------------------------------------------------------------------- | --------- |
| Dänemark (IFPI) | 2× Platin                                                              | 3.600.000 |
| Insgesamt       | 2× Platin ·                                                            | 3.600.000 |

### Can’t Believe It
| Land/Region     | Auszeichnungen für Musikverkäufe (Land/Region, Auszeichnung, Verkäufe) | Verkäufe  |
| --------------- | ---------------------------------------------------------------------- | --------- |
| Dänemark (IFPI) | Platin                                                                 | 1.800.000 |
| Insgesamt       | 1× Platin ·                                                            | 1.800.000 |

## Statistik und Quellen
| Land/RegionAuszeichnungen für Musikverkäufe (Land/Region, Auszeichnungen, Verkäufe, Quellen) | Silber     | Gold       | Platin         | Diamant  | Verkäufe   | Quellen                           |
| -------------------------------------------------------------------------------------------- | ---------- | ---------- | -------------- | -------- | ---------- | --------------------------------- |
| Australien (ARIA)                                                                            | —          | 10× Gold10 | 49× Platin49   | —        | 3.780.000  | aria.com.au                       |
| Belgien (BRMA)                                                                               | —          | 6× Gold6   | —              | —        | 90.000     | ultratop.be                       |
| Brasilien (PMB)                                                                              | —          | Gold1      | Platin1        | —        | 90.000     | pro-musicabr.org.br               |
| Dänemark (IFPI)                                                                              | —          | 4× Gold4   | 25× Platin25   | —        | 465.000    | ifpi.dk                           |
| Deutschland (BVMI)                                                                           | —          | 9× Gold9   | 14× Platin14   | —        | 5.900.000  | musikindustrie.de                 |
| Finnland (IFPI)                                                                              | —          | Gold1      | —              | —        | 5.552      | ifpi.fi                           |
| Frankreich (SNEP)                                                                            | —          | 3× Gold3   | —              | —        | 603.500    | infodisc.fr                       |
| Irland (IRMA)                                                                                | —          | Gold1      | 2× Platin2     | —        | 37.500     | Einzelnachweise                   |
| Italien (FIMI)                                                                               | —          | 5× Gold5   | 11× Platin11   | —        | 645.000    | fimi.it                           |
| Japan (RIAJ)                                                                                 | —          | 6× Gold6   | Platin1        | —        | 850.000    | riaj.or.jp JP2                    |
| Kanada (MC)                                                                                  | —          | 6× Gold6   | 48× Platin48   | —        | 3.911.000  | musiccanada.com                   |
| Mexiko (AMPROFON)                                                                            | —          | 6× Gold6   | 3× Platin3     | —        | 360.000    | amprofon.com.mx                   |
| Neuseeland (RMNZ)                                                                            | —          | 3× Gold3   | 39× Platin39   | —        | 937.500    | aotearoamusiccharts.co.nz NZ2 NZ3 |
| Österreich (IFPI)                                                                            | —          | 5× Gold5   | 7× Platin7     | —        | 255.000    | ifpi.at                           |
| Polen (ZPAV)                                                                                 | —          | 2× Gold2   | 3× Platin3     | —        | 125.000    | olis.pl                           |
| Portugal (AFP)                                                                               | —          | Gold1      | —              | —        | 5.000      | Einzelnachweise                   |
| Schweden (IFPI)                                                                              | —          | 2× Gold2   | 20× Platin20   | —        | 840.000    | sverigetopplistan.se              |
| Schweiz (IFPI)                                                                               | —          | 2× Gold2   | 13× Platin13   | —        | 420.000    | hitparade.ch                      |
| Spanien (Promusicae)                                                                         | —          | 8× Gold8   | 4× Platin4     | —        | 390.000    | elportaldemusica.es               |
| Südkorea (KMCA)                                                                              | —          | —          | —              | —        | 898.772    | Einzelnachweise                   |
| Vereinigte Staaten (RIAA)                                                                    | —          | 5× Gold5   | 50× Platin50   | Diamant1 | 64.879.000 | riaa.com                          |
| Vereinigtes Königreich (BPI)                                                                 | 4× Silber4 | 3× Gold3   | 23× Platin23   | —        | 14.760.000 | bpi.co.uk                         |
| Insgesamt                                                                                    | 4× Silber4 | 89× Gold89 | 313× Platin313 | Diamant1 |            |                                   |